# Metapenaeopsis andamanensis
Metapenaeopsis andamanensis är en kräftdjursart som först beskrevs av James Wood-Mason 1891.  Metapenaeopsis andamanensis ingår i släktet Metapenaeopsis och familjen Penaeidae. Inga underarter finns listade i Catalogue of Life.